# Adam Opel
Adam Opel (ur. 9 maja 1837 w Rüsselsheim am Main, zm. 8 września 1895 tamże) – niemiecki przemysłowiec.
W 1862 r. założył w rodzinnej miejscowości koło Frankfurtu fabrykę maszyn do szycia, od 1866 produkującą również rowery, na których jego synowie – Carl, Friedrich, Heinrich, Ludwig i Wilhelm – odnosili liczne sukcesy w sporcie. Fabryka dała początek znanemu przedsiębiorstwu motoryzacyjnemu Opel.